# Marie-Pauline Soyer
Pour les articles homonymes, voir Soyer.

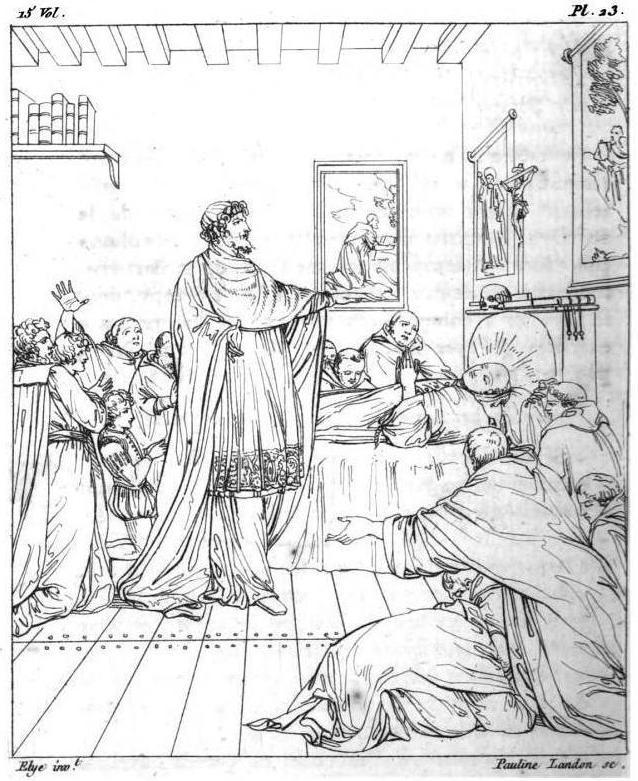
Mort de Jean de La Barrière, gravure de Pauline Landon d'après un vitrail du cloître parisien des Feuillants.

Marie-Pauline Soyer, ou Pauline Landon, née Marie-Pauline de Saint-Yves Landon à Caen le 26 avril 1786 et morte le 30 janvier 1871 dans le 8e arrondissement de Paris, est une graveuse française.

## Biographie
Pauline Landon est la fille de Charles Paul Landon, et l'élève de François-Urbain Massard. Ayant épousé le libraire de son père, Louis-Charles Soyer, elle est la mère du peintre et graveur Paul-Constant Soyer (1823-1903).
Marie-Pauline Soyer meurt le 30 janvier 1871 dans le 8e arrondissement de Paris.